# Gazette de France
Gazette de France, ursprungligen kallad La Gazette, var den första franska tidningen, grundad av Ludvig XIII:s läkare Théophraste Renaudot.
La Gazette var regeringens officiella organ, och Richelieu försåg den med militära och politiska nyheter samt författade ibland själv artiklar för den. År 1762 förändrades namnet till Gazette de France, 1792 till Gazette nationale de France, samtidigt som den blev daglig. Under första kejsardömet återtog den namnet Gazette de France. Efter att så väl under denna tid som under restaurationen varit regeringsorgan, övergick tidningen under julimonarkin till abbé de Genoudes ledning och blev organ för den moderata oppositionen. Den var därefter organ för legitimisterna fram till 1914, då den nedlades.